# Hirofumi Yamashita
Hirofumi Yamashita (山下 弘文, Yamashita Hirofumi), 19 février 1934 - 21 juillet 2000, est un ichtyologue et écologiste japonais lauréat du prix Goldman pour l'environnement en 1998 en récompense de ses efforts relativement à la protection du milieu marin.